# ヨーロッパ・ヨーヨー選手権
ヨーロッパヨーヨー選手権（European Yo-Yo Championship、EYYC）は、ヨーヨーの国際大会。ヨーロッパヨーヨー委員会（European Yo-Yo Board）が開催している大会で、ヨーロッパ地域の国々から出場者を募集している。
2010年から毎年開催されている。日本からは渡邉剛太がオープン部門に出場し優勝したことがある。
ヨーロッパ以外の国々からの出場希望者はオープン部門に参加できる。

## 競技部門
競技部門は1Aから5A、1Aオープン、スピントップ部門、トリックラダー部門の合計8部門で行われる。オープン1Aのみ規定された国々以外の国出身者でも出場できる。

## 出場可能国
正確には、アルメニアやアゼルバイジャン等の一部西アジアの国々も含まれている。
| - アブハジア - アルバニア - アンドラ - アルメニア - オーストリア - アゼルバイジャン - ベラルーシ - ベルギー - ボスニア・ヘルツェゴビナ - ブルガリア - クロアチア - キプロス - チェコ - デンマーク - エストニア - フィンランド - フランス - ジョージア | - ドイツ - ギリシャ - ハンガリー - アイスランド - アイルランド - イタリア - コソボ - ラトビア - リヒテンシュタイン - リトアニア - ルクセンブルク - 北マケドニア - マルタ - モルドバ - モナコ - モンテネグロ | - オランダ - 北キプロス - ノルウェー - ポーランド - ポルトガル - シーランド公国 - ルーマニア - ロシア - サンマリノ - セルビア - スロバキア - スロベニア - 南オセチア - スペイン - スウェーデン - スイス | - トルコ - ウクライナ - イギリス - イングランド - スコットランド - ウェールズ - 北アイルランド - バチカン |

| 西アジア |

## 現王者
2011年度大会の時点。
| 部門           | 優勝                         | 2位                           | 3位                               |
| -------------- | ---------------------------- | ----------------------------- | --------------------------------- |
| 1A             | Tomáš Bubák（ チェコ）       | Mateusz Ganc（ ポーランド）   | Grzegorz Wojcik（ ポーランド）    |
| 2A             | David Geigle（ ドイツ）      | Jan Schmutz（ スイス）        | Ivo Studer（ スイス）             |
| 3A             | David Molnár（ ハンガリー）  | Lorenzo Sabatini（ イタリア） | Saska Särkilahti（ フィンランド） |
| 4A             | Nandor Groger（ ハンガリー） | Lorenzo Sabatini（ イタリア） | Hybl Zdenek（ スイス）            |
| 5A             | David Molnar（ ハンガリー）  | Alexey Nemchik（ ロシア）     | Peter Kison（ スロバキア）        |
| オープン1A     | 渡邉剛太（ 日本）            | 城戸健吾（ 日本）             | 木村健太郎（ 日本）               |
| スピントップ   | Jakub Konečný（ スイス）     | Daniel Konečný（ スロバキア） | Jan Dvořák（ スイス）             |
| トリックラダー | Dan Souček（ スイス）        |                               |                                   |